# فرمان ۵ نوامبر

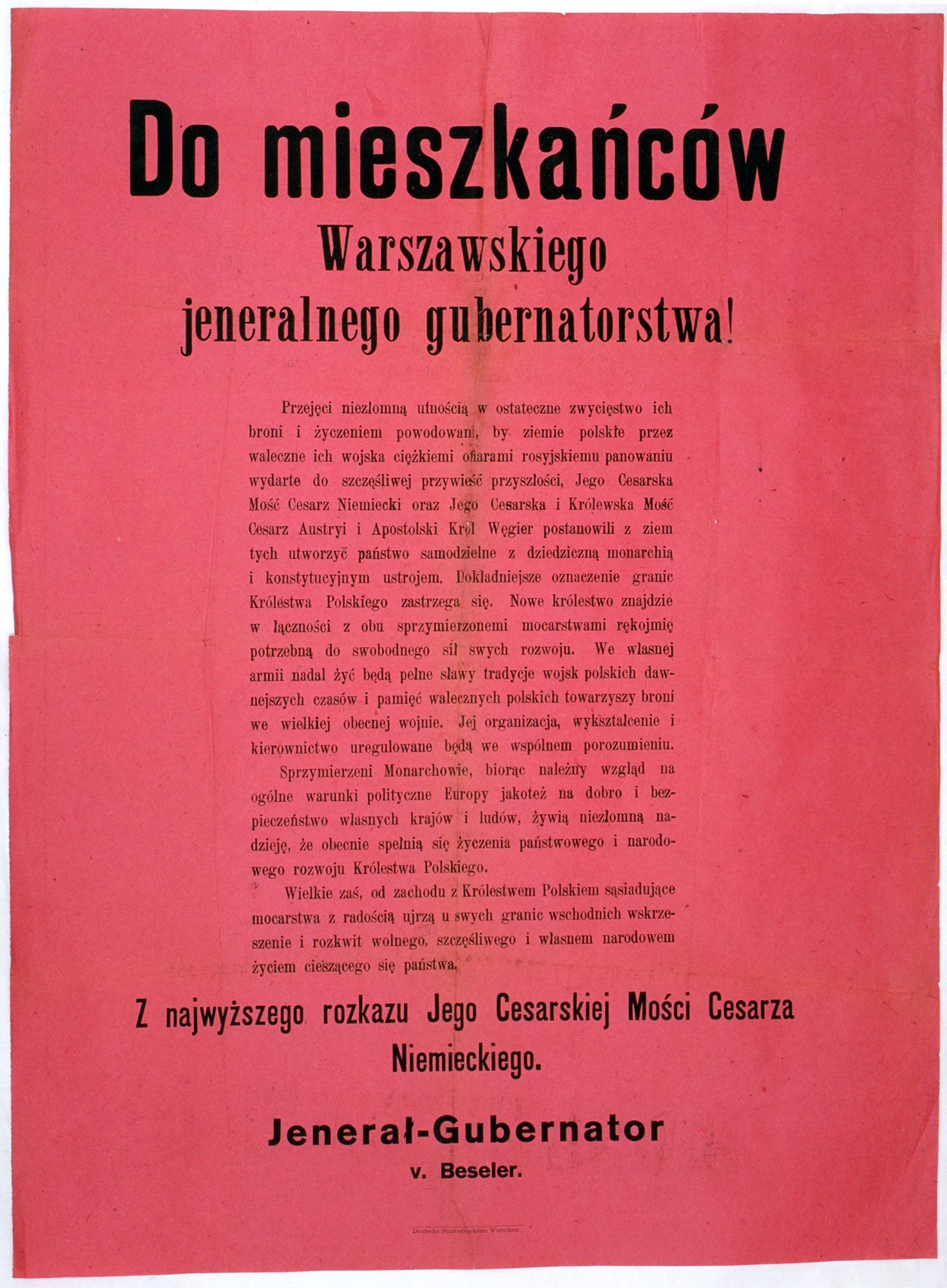
متن فرمان ۵ نوامبر

فرمان ۵ نوامبر ۱۹۱۶ (انگلیسی: Act of 5th November) اعلامیه‌ای بود که توسط قیصر آلمان ویلهلم دوم و امپراتور اتریش-مجارستان فرانتس یوزف یکم مبنی بر تلاش جهت تشکیل پادشاهی لهستان در سرزمین‌های لهستان کنگره صادر گشت. نویسندگان این اعلامیه در نظر داشتند تا لهستان جدید دولت دست‌نشانده قدرت‌های مرکز باشد. علت اعلان این فرمان نیاز مبرم آلمان به بسیج نمودن لهستانی‌ها برای جنگ با روسیه بود. هرچند که این اعلامیه تضمین‌های محکمی نداشت اما یکی از عوامل مهم در تلاش لهستانی‌ها برای بازیابی استقلالشان دانسته می‌شود. بر خلاف آنچه که در اعلامیه گفته شده بود پادشاهی آلمان قصد داشت ۳۵٬۰۰۰ کیلومتر مربع از خاک انجمن لهستان را تصرف کرده و با پاک‌سازی قومی ۲ تا ۳ میلیون لهستانی و یهودی ساکن این مناطق فضا را برای مهاجرین آلمانی فراهم نماید.
متعاقب این فرمان شورای موقت کشور در ۶ دسامبر ۱۹۱۶ به ریاست واچواو نویوفسکی و یوزف پیلسودسکی به عنوان ریاست کمیسیون نظامی تشکیل شد. واحدهای سازمان نظامی لهستان زیر نظر شورای موقت قرار گرفتند اما شورا در عمل اختیارات بسیار محدودی داشت و پس از بحران سوگند در اوت ۱۹۱۷ منحل گشت.
در بین متفقین نیز فرمان ۵ نوامبر تأثیر عمیقی داشت. مجلس ایتالیا از استقلال لهستان حمایت نمود، تزار نیکلای دوم روسیه در ابتدا ۱۹۱۷ بار دیگر از طرحی که سال ۱۹۱۴ داده بود صحبت کرد که خواهان یک لهستان آزاد اما در اتحاد با امپراتوری روسیه بود. رئیس‌جمهور آمریکا توماس وودرو ویلسون نیز در همین زمان به صورت رسمی از ایجاد دولت مستقل لهستان حمایت نمود.